# デーモン (デジタルモンスター)
デーモンはバンダイのモンスター育成玩具『デジタルモンスター』シリーズに登場する架空の生命体・デジタルモンスターの一種。漫画『デジモンアドベンチャーVテイマー01』およびアニメ『デジモンアドベンチャー02』に登場する。

## 概要
漫画『デジモンアドベンチャーVテイマー01』で初登場。モデルはコンピュータ用語ではなく悪魔や悪霊を意味するデーモン。

## 種族としてのデーモン
数多の堕天使型デジモンや悪魔型デジモンを統率する魔王型デジモン。もともとは天使型デジモンの中でも最高位の存在である熾天使型のデジモンであった。しかしデジタルワールドの善の存在（恐らくデジタルワールドを構築した人間）に逆らった、あるいは猛威を振るったためにダークエリアへと堕とされたと言われ、善の存在に深い恨みを抱いている。
反逆戦争の時に彼らの中でも最強だった「超究極体デジモン」（アルカディモンではないかと言われている）を密かに復活させようと企てており、さらにはそれを吸収して自らが超究極態へ進化を遂げようとしているのではないかとも言われている。
七大魔王の一人でもあり、七つの大罪の憤怒を司る。

### 基本データ
- 世代/究極体
- タイプ/魔王型
- 属性/ウィルス
- 必殺技/フレイムインフェルノ
- 得意技/ケイオスフレア
- 所属/七大魔王

必殺技
フレイムインフェルノ
超高熱の地獄の業火。この技を受けると、跡形も無く燃やし尽くされてしまう。

### デーモン超究極体
究極体の範疇を超えるほどまでの力を得てさらなる力を得たデーモンの最終形態。世界の生態系バランスを崩すほどの能力を持つという超究極体でもある。感情を自在に操る力を持ち、七大魔王の範疇を遥かに凌駕した強大な戦闘力を兼ね揃えている。
漫画『デジモンアドベンチャーVテイマー01』においてはアルカディモン究極体と融合することで進化した。
- 世代/超究極体
- タイプ/魔王型
- 属性/ウィルス
- 必殺技/アルゴルズフレイム、ダークスプレッダー

### デーモン（X抗体）
デーモンがX抗体により変化した形態。全身が装甲のようなもので覆われ、頭上には“憤怒の冠”と呼ばれる紋章が浮かんでいる。自身の怒りが大きくなればなるほど力が増すとされ、その怒りが限界を超えた時にはかの超究極体デジモンをも凌駕するほどの戦闘能力を発揮し、ロイヤルナイツとてこの状態のデーモンを止めるのは困難であるという。
- 世代/究極体
- タイプ/魔王型
- 属性/ウィルス
- 必殺技/セブンス・グラビトン、インフェルノバースト
- 得意技/フレイムインフェルノ
- 所属/七大魔王

必殺技
セブンス・グラビトン
両肩と腹部から超重力レーザーを発射し、周囲一帯を消し炭にする。
インフェルノバースト
「フレイムインフェルノ」を身に纏い炎の魔神と化す最終奥義。

### 亜種・関連種・その他
- セラフィモン
- ブラックセラフィモン
- アルカディモン

## 登場人物としてのデーモン
七大魔王の中でも、特に登場回数が多い。
漫画『デジモンアドベンチャーVテイマー01』
フォルダ大陸征服と現実世界への侵攻を企む変異体（ミュータント）として登場。0と1の配列を操ることで感情を操るダークウィルスであり、大人しいデジモンも凶暴化させ配下にしてしまうことが出来る。超究極体であるアルカディモンを復活させ、テイマーの彩羽ネオに育てさせる。中盤でアルカディモンに吸収されてしまうが、その内部で生きており、アルカディモンのデータを内部で改ざん・融合し超究極体へと進化する。
アニメ『デジモンアドベンチャー02』
別世界のデジタルワールドからローブを纏い、配下のスカルサタモン、マリンデビモン、レディーデビモンを率いて暗黒の種を狙って現実世界に現れた。
声の担当は菊池正美。
ゲーム『デジモンセイバーズ アナザーミッション』
七大魔王の一人として登場している。ストーリーの中で、最初に大門大たちの前に現れる。その正体は行方不明だったDATSの隊員である新田正貴の憤怒の心を取り込んだデジモンだった。
声の担当は千葉一伸。